# 桃鸚嘴魚
桃鸚嘴魚，為輻鰭魚綱鱸形目隆頭魚亞目鸚哥魚科的其中一種，分布於西印度洋區，從波斯灣至阿曼南部海域，體長可達50公分，棲息在礁石區海域，以藻類為食，可作為食用魚。